# Meilenstein (Berga)

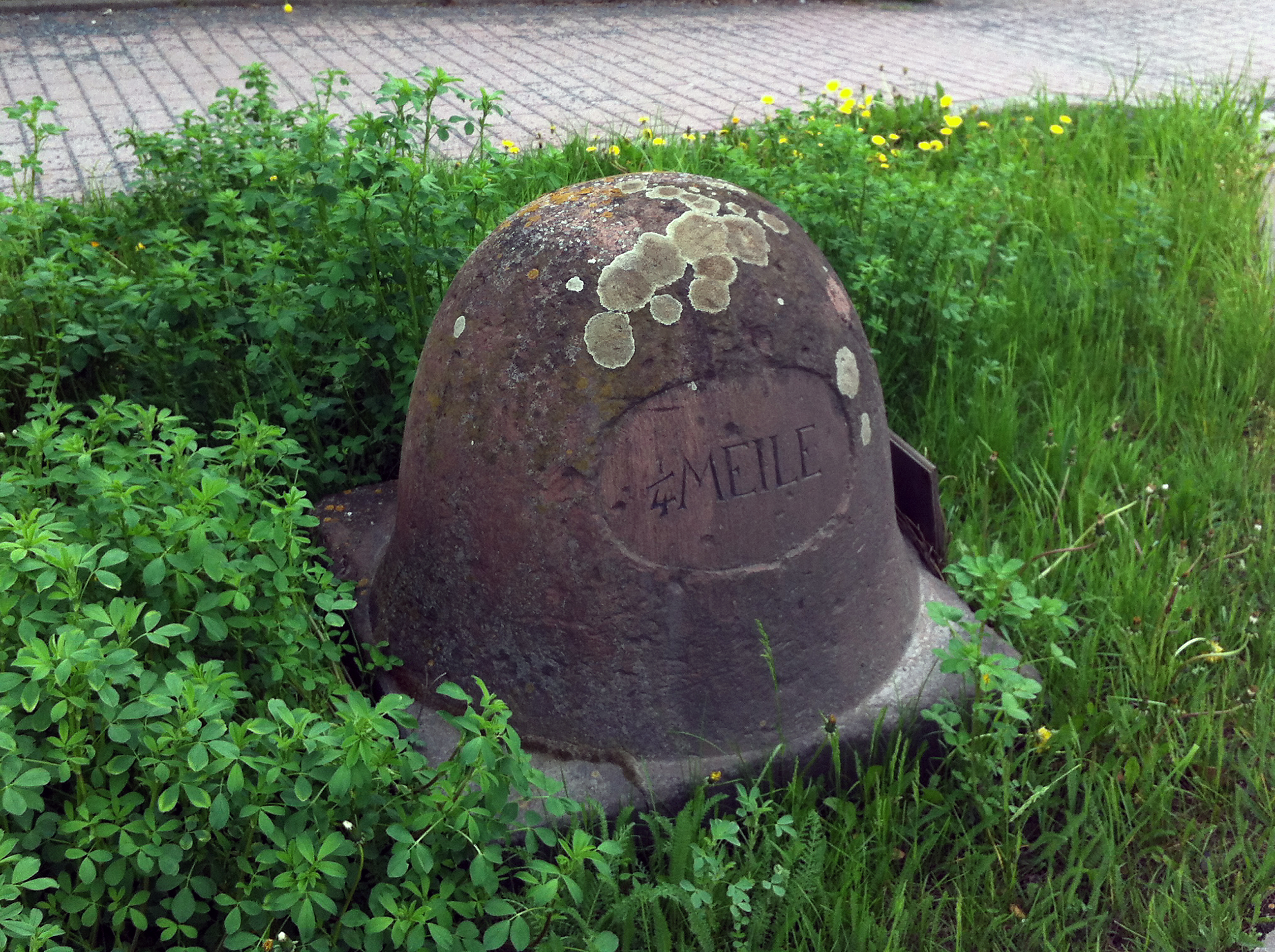
Preußischer Viertelmeilenstein in Berga

Der Meilenstein in Berga ist ein denkmalgeschützte Kleindenkmal in der Verbandsgemeinde Goldene Aue im Landkreis Mansfeld-Südharz in Sachsen-Anhalt.
Zwischen Emseloh und Berga hat sich auf einer Strecke von fast 30 Kilometern kein Meilenstein erhalten. Westlich von Berga und östlich von Emseloh sind sie hingegen fast alle erhalten. Der Stein an der einstigen preußischen Staatschaussee von Berlin nach Kassel befindet sich in Berga in der Sangerhäuser Straße (heute Bundesstraße 85 und Landesstraße 151, ehemals Bundesstraße 80) östlich des Bahnüberganges an der südlichen Straßenseite. Er gehört zum Teilabschnitt Langenbogen-Nordhausen, der in den Jahren 1824 bis 1826 erbaut wurde.
Der Distanzstein trägt in einem vertieften Oval die Inschrift 1/4 Meile. Er wurde im Jahr 2003 restauriert und erhielt eine Erklärungstafel der Forschungsgruppe Meilensteine. Im Denkmalverzeichnis von Sachsen-Anhalt ist der Viertelmeilenstein mit der Erfassungsnummer 094 18938 als Kleindenkmal eingetragen.
Im Dezember 2018 wurde der Stein durch einen zurücksetzenden Lastkraftwagen beschädigt, so dass eine Ecke abbrach. Er musste daher am 22. Dezember 2018 geborgen, repariert und aufgrund des unsicheren Standortes eingelagert werden. Die Wiederaufstellung erfolgt am 3. November 2020.